# كبريتيد الجرمانيوم الرباعي
ثنائي كبريتيد الجرمانيوم هو مركب كيميائي ذو الصيغة GeS2. وهي مادة بلورية بيضاء عديمة اللون، والتي تنصهر عند درجة حرارة حوالي 800 °م.

## التاريخ
كبريتيد الجرمانيوم أول مركب جرمانيوم تم العثور عليه من قِبل كليمنس فنكلر أثناء تحليل الأرجيروديت. ولعل حقيقة كبريتيد الجرمانيوم أنه غير قابل للذوبان في الماء الحمضي مكّنت فنكلر من عزل العنصر الجرمانيوم الجديد من العناصر الأخرى.